# Kraftprovet
Kraftprovet är en återkommande löpartävling som arrangeras i Trollhättan årligen den tredje fredagen i juli. Distansen är 11 600 meter. Loppet är inledningen till festivalen Fallens dagar.

## Historik
Det första loppet arrangerades 1986 då 374 löpare deltog. Deltagarantalet har stigit sen dess och 2007 slog man rekord med 1407 löpare vid målgång. I Kraftprovet har ett flertal celebriteter inom löparvärlden deltagit. 1988 deltog Yobes Ondieki som året därpå slog världsrekord på 10 000 meter. Andra som kan nämnas är Gunder Hägg, Arne Andersson och Kirsten Melkevik Otterbu. Banrekordet är 33 minuter och 43 sekunder och sattes 2009 av Sammy Kurui från Kenya. Motsvarande rekord på damsidan sattes 2016 av Etalemahu Zeleke Habtewold från Sverige på tiden 39 minuter och 16 sekunder.

## Banbeskrivning
Loppets start och målgång är vid fallområdet cirka en kilometer från Trollhättans centrum. Banan som är mycket kuperad och varierar från bred asfalterad väg till smal stig börjar med en längre uppförsbacke på en kilometer upp till stadsdelen Strömslund där man också når loppets högsta punkt. Därefter kommer en lång nedstigning till Olidans kraftverk där man når loppets lägsta punkt, totalt en nedstigning på 80 meter. Den sista delen av loppet går genom slussområdet och längs kanalen för att slutligen nå fram till målgången.

## Vinnare genom tiderna, herrar
| - 2022 - Awet Nftalem Kibrab, Norge, 35.18 - 2021 - Samuel Tsegay, Eritrea, 35.14 - 2020 - Inställt - 2019 - Abraham Adhanom, Sverige, 35.20 - 2018 - Meseret Yitbarek, Etiopien, 35.51 - 2017 - Meseret Yitbarek, Etiopien, 35.45 - 2016 - Yetsedaw Minale, Etiopien, 34.41 - 2015 - Betesfa Ayele, Etiopien, 34.33 - 2014 - Japhet Kipkorir, Kenya, 34.59 - 2013 - Musael Temesghen, Eritrea, 35.09 - 2012 - Urige Buta, Norge, 34.55 - 2011 - Mustafa Mohamed, Sverige, 35.40 - 2010 - Japhet Kipkorir, Kenya, 35.03 - 2009 - Sammy Kurui, Kenya, 33.43 - 2008 - Japhet Korir, Tanzania, 35.56 - 2007 - Sylvester Kimeli Teimet, Kenya, 35.00 - 2006 - Japhet Korir, Tanzania, 35.09 - 2005 - Augustus Kavutu Mbusya, ?, 36.17 - 2004 - Rachid Aitbensalem, Marocko, 36.09 - 2003 - Martin Ojuku, Kenya, 35.02 - 2002 - Naftal Dakho, Tanzania, 35.18 - 2001 - John Rotich, Kenya, 34.38 - 2000 - Rachid Aitbensalem, Marocko, 34.51 - 1999 - Jumanne Tluway, Tanzania, 34.06 - 1998 - Albert Chepkurui, Kenya, 34.43 - 1997 - Patrik Boiyo, Kenya, 35.30 - 1996 - Egobert Robert Naali, Tanzania, 34.54 - 1995 - Egobert Robert Naali, Tanzania, 34.03 |

## Vinnare genom tiderna, damer
| - 2022 - Madeleine Lundell, Sverige, 43:19 - 2021 - Samrawit Mengsteab, Sverige, 40:35 - 2020 - Inställt - 2019 - Samrawit Mengsteab, Sverige, 40.10 - 2018 - Lemlem Welela, Etiopien, 41.25 - 2017 - Medina Beriso, Etiopien, 40.46 - 2016 - Etalemahu Zeleke Habtewold, Etiopien, 39.16 - 2015 - Gelan Yewbdar, Etiopien, 40.00 - 2014 - Annelie Johansson, Sverige, 42.43 - 2013 - Isabellah Andersson, Sverige, 40.12 - 2012 - Veronika Blom, Norge, 42.48 - 2011 - Hilde Aasheim, Norge, 43.10 - 2010 - Meraf Bhata, Eritrea, Sverige, 44.06 - 2009 - Isabellah Andersson, Sverige, 39,55 - 2008 - Isabellah Andersson, Sverige, 41.57 - 2007 - Kirsten Melkevik Otterbu, Norge, 39.29 - 2006 - Kirsten Melkevik Otterbu, Norge, 41.24 - 2005 - Kirsten Melkevik Otterbu, Norge, 39.52 - 2004 - Johanna Taberman, Sverige, 44.19 - 2003 - Kristin Størmer Steira, Norge, 41.29 - 2002 - Janet Ongera, Kenya, 41.54 - 2001 - Janet Ongera, Kenya, 40.36 - 2000 - Zakia Mrisho, Tanzania, 41.08 - 1999 - Zakia Mrisho, Tanzania, 41.18 - 1998 - Ledishah Biwott, Kenya, 40.59 - 1997 - Anita Håkenstad, Norge, 40.35 - 1996 - Grete Kirkeberg, Norge, 40.40 - 1995 - Anita Håkenstad, Norge, 40.24 |